# Eddy Lord Dombraye
Eddy Lord Dombraye (ur. 11 listopada 1979 w Port Harcourt) – nigeryjski piłkarz występujący na pozycji napastnika.

## Kariera klubowa
Wychowanek klubu Premier Breweries, w którym w 1995 roku rozpoczął karierę piłkarską. Potem reprezentował barwy Iwuanyanwu Nationale i Bendel Insurance FC. W 1998 wyjechał do Polski, gdzie grał w ŁKS Łódź i Stomilu Olsztyn. Po występach w sezonie 2002/03 w serbskim OFK Beograd przeniósł się do Ukrainy, gdzie bronił barw Wołyni Łuck, Ikwy Młynów, Zakarpattia Użhorod i Feniksu-Illiczoweć Kalinine.

## Kariera reprezentacyjna
W 1999 roku wraz z reprezentacją Nigerii U-20 zdobył Mistrzostwo Afryki. W 1998 rozegrał jeden mecz w pierwszej reprezentacji Nigerii.